# ابن أخت الساحر
ابن أخت الساحر هي رواية فنتازيا عليا للأطفال، كُتبها الكاتب سي. إس. لويس، ونشرها بودلي هيد في عام 1955، تُمثل رواية ابن أخت الساحر الرواية السادسة من أصل سبع روايات للمجموعة القصصية سجلات نارنيا التي نُشِرت بين عامي (1950-1956). هو المجلد الأول من إصدارات السلسلة الحديثة، التي تُسلسل الكتب وفقًا لتاريخ نارنيا. كغيره من المجلدات زُوِّدَ برسومات بولي باينز، التي بقيت أعمالها في كثير من الطبعات اللاحقة، كانت دار ذي بودلي هيد الناشر الجديد للسلسلة تسبب في هذا چيفري بليس.
رواية ابن أخت الساحر هي مقدمة لهذه السلسلة. يُظهر الثلث الأوسط من الرواية، إنشاء عالم نارنيا بواسطة الأسد أصلان، الذي كان مركزه جزءًا من عمود إنارة أحضره بعض العابرين بالصدفة من لندن عام 1900. ثم يشارك الزوار في إنشاء تاريخ نارنيا قبل ألف عام من ظهور رواية الأسد والساحرة وخزانة الملابس (التي افتتحت السلسلة في عام 1950).
تدور أحداث القصة في إنجلترا، تتضمن تورط طفلين في رحلة استكشافية «الغابة بين العالمين». وهكذا تُظهر الرواية أن نارنيا وعالمنا في منتصف العمر ليسا سوى اثنين من بين الكثير من العوالم في الكون المتعدد، يتغيران ببدء بعض العوالم ونهاية عوالم أخرى. توضح أيضًا أصل العناصر الغريبة الموجودة في نارنيا، ليس فقط عمود الإنارة ولكن أيضًا الساحرة البيضاء والملك والملكة البشريين.
بدأ لويس كتابة رواية ابن أخت الساحر بعد فترة وجيزة من الانتهاء من رواية الأسد والساحرة وخزانة الملابس، مدفوعًا بسؤال صديقه حول ما إذا كان عمود الإنارة موجودًا في وسط اللامكان، لكنه احتاج لأكثر من خمس سنوات كي يتمها. تتضمن القصة العديد من السير الذاتية وتستكشف عددًا من الموضوعات ذات الآثار الأخلاقية والمسيحية العامة، بما في ذلك التكفير والخطيئة الأصلية، والإغواء، ونظام الطبيعة.

## ملخص الحبكة
تبدأ القصة في لندن أثناء صيف عام 1900. يلتقي الطفلان، ديجوري وبولي، أثناء اللعب في حدائق المنازل ذات الشرفات المجاورة. يقرران استكشاف العلية التي تصل بين المنازل، ولكنهما يدخلان من الباب الخاطئ ويُفاجِئان أندرو عم ديجوري أثناء دراسته. يخدع العم أندرو بولي بجعلها تلمس خاتمًا سحريًا أصفر، مما يتسبب في اختفائها. ثم يوضِّح لديجوري أنه كان يتلاعب بالسحر، وأن الخواتم تسمح بالتنقل بين عالم وآخر. يبتزَّ العم أندرو ديجوري ليحصل على حلقة صفراء أخرى لللَّحاق ببولي أينما ذهبت، وحلقتين خضراوتين ليتمكن كلاهما من العودة.
يجد ديجوري نفسه ينتقل إلى غابة هادئة ذات تأثير منوِّم تقريبًا؛ يعثر على بولي بالجوار. تمتلئ الغابات بالبرك. يعتقد ديجوري وبولي أن الغابة ليست عالمًا حقيقيًا على الإطلاق، ولكنها «غابة بين العالمين»، مماثلة للعلية التي تصل بين منازلهم المتجاورة في إنجلترا، وأن كل بركة تؤدي إلى كون منفصل. يقرران استكشاف عالم مختلف قبل العودة إلى إنجلترا، والقفز في أحد البرك القريبة. ثم يجدان نفسيهما في مدينة مهجورة خربة في العالم القديم لمدينة تشارن. داخل القصر الخَرِب، يكتشفان تماثيل لملوك شارن وملكاتها السابقين، الذين تحولوا من العدل والحكمة إلى التعاسة والقسوة. يجدان جرسًا بمطرقة ونقشًا يدعو مكتشفه إلى ضرب الجرس.
على الرغم من احتجاجات بولي، يرن ديجوري الجرس. ويُوقظ بذلك التمثال الأخير، وهو لملكة ساحرة تُدعى جاديس، التي قتلت عمدًا كل شيء حي في تشارن لتتجنب الهزيمة عن طريق نطقها «كلمة مروعة». وبما أنها الناجية الوحيدة المتبقية في عالمها فقد وضعت نفسها في نوم مسحور لن يكسره سوى شخص يدق الجرس.